# A Queen Is Crowned
A Queen Is Crowned (t.l.: Una Regina Viene Incoronata) è un documentario inglese del 1953 scritto da Christopher Fry. Il film documenta l'incoronazione della regina Elisabetta II, con narrazione degli eventi da parte di Sir Laurence Olivier. Ha avuto una nomination all'Oscar come miglior documentario.

## Cast
- Laurence Olivier - Narratore
- Regina Elisabetta II - Sé stessa
- Principe Filippo - Sé stesso
- Regina madre - Sé stessa
- Principe Carlo - Sé stesso